# Japan na Olimpijskim igrama 2016.
Japan je nastupio na Ljetnim olimpijskim igrama 2016. u Brazilu.

## Atletika
Muškarci
| Atletičar | Disciplina      | Kvalifikacije | Kvalifikacije | Četvrtfinale | Četvrtfinale | Polufinale | Polufinale | Finale   | Finale  |
| Atletičar | Disciplina      | Rezultat      | Plasman       | Rezultat     | Plasman      | Rezultat   | Plasman    | Rezultat | Plasman |
| --------- | --------------- | ------------- | ------------- | ------------ | ------------ | ---------- | ---------- | -------- | ------- |
|           | 4x100 m štafeta |               |               |              |              |            |            |          |         |

## Jedrenje
Pet japanskih jedriličara se kvalificiralo za OI 2016. na svjetskom prvenstvu u jedrenju 2014.
- Muški - jedrenje na dasci - RS:X
- Muški dvojac - 470
- Ženski dvojac - 470